# Mary Bailey (aviatrice)
Pour les articles homonymes, voir Mary Bailey et Bailey.
Mary Bailey (1er décembre 1890 – 29 juillet 1960) est une aviatrice anglo-irlandaise.

## Biographie
Mary Bailey (née Westenra) est née le 1er décembre 1890 au château de Rossmore (en) dans le comté de Monaghan en Irlande, fille du 5e baron Rossmore. En 1911, elle épouse Abraham Bailey avec qui elle a cinq enfants.
En 1926, elle prend des leçons de pilotage auprès de l'aviatrice irlandaise Sophie Eliott-Lynn et obtient sa licence de pilote en janvier 1927. Quelques mois plus tard, le 5 juillet 1927, elle établit un record d'altitude féminin à 17 283 pieds (5 268 m) puis devient le mois suivant la première femme à traverser la mer d'Irlande en avion. Elle est également la première femme à recevoir le trophée Harmon, qu'elle obtient en 1927 puis en 1928.
Le 9 mars 1928, Mary Bailey entreprend de rejoindre l'Afrique du Sud depuis Londres en solo à bord d'un DH.60 Moth et après 52 jours de voyage, elle atteint Le Cap le 30 avril 1928.
Elle meurt le 29 août 1960 d'un cancer du poumon et est inhumée aux côtés de son mari à Stellenbosch en Afrique du Sud.